# هندكة
هندكة هي شياخة تابعة لمحلية دلقو ، تقع علي الضفة الغربية لنهر النيل في اقصي شمال السودان وهي قريبة لمدينة دلقو التي تحدها من الشرق. ينتمي سكانها الحاليين الي قبيلة المحس ويتكلمون اللهجة النوبية، لا أحد يعرف علي وجه التحديد متي استوطن الإنسان هذه المنطقة لكنه اكتشفت بالصدفة فيها عدة مقابر جماعيه لموتي مدفونين علي الطريقة الفرعونية التي كان يستخدمها الفراعنة قديما وما زالت جثثهم بحالة جيدة إضافة الي آثار لحضارة قديمة علي جبل سيسه الذي يحد القرية من الجنوب وبعض الأعمدة التي تشبه المسلات الفرعونية، والتي لا يعرف السكان الحاليين عن تاريخها الكثير، شواهد علي قدم المنطقة والقرية.
اما الإنسان الحديث فتجده ميالا بالفطرة الي الهجرة من القرية والأسباب كثيره فالزراعة وهي الحرفة الأساسية ليست بطموح كل السكان فكانت وجهة هجرة السكان في القرن الماضي ومنذ بداياته هي جمهورية مصر وذلك لقربها النسبي لهم. ثم كان للتعليم في السنين الأخيرة دور اخر في جعل معظم السكان يرحلون ويهاجرون في هجرات مركبة بعيداً عن القرية حتي أن من بقي فيها من أهلها صار لا يتجاوز عددهم العشر،
الملفت في الامر، في الآونة الأخيرة صارت هذه القرية والتي قد لاتختلف كثيراً عن أي مكان مماثل آخر صارت قبلة للغرباء من كل مدن وقري السودان لانه وببساطة تحيط بالقرية من الجهة الغربية جبال ومرتفات صخرية أكتشف الناس مؤخرا ان هذه الجبال تحوي نسب مقدره من معدن الذهب مما يعني أن المنطقة خصبة للتنقيب عن الذهب.[بحاجة لمصدر]